# Smile (Avril Lavigne)
Smile è un brano musicale della cantautrice canadese Avril Lavigne, estratto come secondo singolo dal suo quarto album Goodbye Lullaby. Il singolo, composto dalla stessa Avril in collaborazione con Max Martin e Shellback, è entrato in rotazione nelle emittenti radiofoniche australiane e neozelandesi a partire dal 26 aprile 2011, in quelle europee dal 29 aprile e in quelle statunitensi dal 17 maggio. La copertina ufficiale del singolo è stata rivelata il 27 aprile 2011.
Il video di Smile ha ottenuto il riconoscimento VEVO Certified il 6 novembre per aver superato le 100 milioni di visualizzazioni combinate tra YouTube e VEVO. In precedenza, altri quattro video della cantante avevano ottenuto questa certificazione.

## Descrizione
Come il precedente What the Hell, il brano è un uptempo dalle frizzanti influenze power pop nel quale Avril imprime forza alla chitarra conferendo al pezzo un appeal caratterizzato da una forte energia, freschezza e vivacità. È una canzone molto positiva in cui la cantante esprime gratitudine per le persone speciali della sua vita, quelle che sono riuscite a conquistare il suo cuore e a farla sorridere; Come dichiarato dalla stessa Avril, si riferisce in particolar modo ad una persona del suo passato.

## Accoglienza
Scott Shetler del sito Popcrush.com ha assegnato al brano un punteggio di 9/10, definendo Smile come la canzone d'amore tradizionale della cantante, molto orecchiabile grazie al supporto energico delle chitarre e contagiosa: "Come il suo predecessore What the Hell, è degno di raggiungere almeno la top 20 delle classifiche" ha aggiunto.

## Il video
Il 21 aprile 2011 Avril annuncia tramite il suo profilo ufficiale Facebook di aver cominciato le riprese per il video di Smile: lo stesso giorno viene pubblicata una foto dal set in cui si vedono delle casse audio davanti a una parete bianca su cui compare la scritta "Smile" e su cui è attaccata più volte la locandina del The Black Star Tour.
Il video, diretto da Shane Drake, comincia con Avril in una stanza completamente bianca intenta a decorare con una bomboletta spray le pareti con disegni e scritte (tra le quali: Avril, Abbey Dawn, Batch, termine censurato per non scrivere Bitch, e ovviamente Smile). La musica parte quando Avril collega una chitarra elettrica rossa a due casse audio e comincia a suonare; alle scene che ritraggono Avril allegra e felice nella stanza bianca si alternano scene in bianco e nero che mostrano la cantante passeggiare per le strade di New York nei panni di una sorta di angelo invisibile, intenta a raccogliere frammenti di cuori infranti da terra o dalle persone che incontra, facendole tornare a sorridere e a essere felici. Il video termina con Avril nella stanza bianca che mostra alla telecamera un cuore intero, costruito dai frammenti che aveva raccolto, sorridendo e mandando un bacio alla telecamera.

## Tracce
Download digitale
1. Smile - 3:29

CD singolo (Regno Unito, Germania)
1. Smile - 3:29
2. What the Hell (Bimbo Jones Remix) - 4:10

## Classifiche
| Classifica (2011) | Posizione massima |
| ----------------- | ----------------- |
| Australia         | 25                |
| Austria           | 37                |
| Belgio (Fiandre)  | 52                |
| Belgio (Vallonia) | 54                |
| Brasile           | 37                |
| Canada            | 59                |
| Germania          | 40                |
| Italia            | 97                |
| Giappone          | 25                |
| Nuova Zelanda     | 30                |
| Repubblica Ceca   | 23                |
| Slovacchia        | 19                |
| Stati Uniti       | 68                |
| Stati Uniti (Pop) | 25                |

## Pubblicazione
| Paese       | Data           | Formato           | Etichetta   |
| ----------- | -------------- | ----------------- | ----------- |
| Italia      | 13 maggio 2011 | Download digitale | RCA Records |
| Norvegia    | 13 maggio 2011 | Download digitale | RCA Records |
| Regno Unito | 13 maggio 2011 | CD singolo        | RCA Records |
| Germania    | 10 giugno 2011 | CD singolo        | RCA Records |